# Sangre de Toro de Magazos
Sangre de Toro de Magazos es el nombre de una variedad cultivar de manzano (Malus domestica). Esta manzana es originaria de Galicia, está cultivada en la colección de árboles frutales y banco de germoplasma de Mabegondo con el N.º 366; ejemplares procedentes de esquejes localizados en Santa María de Magazos, parroquia del municipio de Vivero (Lugo).

## Sinónimos
- "Manzana Sangre de Toro de Magazos",[4][5]
- "Maceira Sangre de Toro de Magazos".

## Características
El manzano de la variedad 'Sangre de Toro de Magazos' tiene un vigor medio. Tamaño grande y porte erguido.
Época de inicio de brotación a partir del 26 de abril y de floración a partir del 13 de mayo.
Las hojas tienen una longitud del limbo de tamaño medio, con la máxima anchura del limbo es estrecha. Longitud de las estípulas es media y la máxima anchura de las estípulas estrecha. Denticulación del borde del limbo es serrado, con la forma del ápice del limbo acuminado y la forma de la base del limbo es agudo. Con subestípulas ausentes.
Sus flores tienen una longitud de los pétalos media, con una anchura de los pétalos estrecha, disposición de los pétalos libres entre sí, con una longitud del pedúnculo larga.
La variedad de manzana 'Sangre de Toro de Magazos' tiene un fruto de tamaño medio, de forma plana-globosa, de color bicolor, con chapa completa, e intensidad fuerte. Epidermis de textura desigual, con pruina en su superficie y con presencia de cera media. Sensibilidad al "russeting" (pardeamiento áspero superficial que presentan algunas variedades) poco sensible. Con lenticelas de tamaño mediano.
Los sépalos están dispuestos de forma variable, y superpuestos en su base; su fosa calicina es profunda y de una anchura media. Pedúnculo de grosor grueso y de longitud medio, siendo la cavidad peduncular de una profundidad media y de anchura media. Con pulpa de color blanca, cuya firmeza es intermedia y su textura es intermedia; su jugosidad es jugosa, con sabor de acidez media, y aromática.
Época de maduración y recolección a partir del 22 de octubre. 'Sangre de Toro de Magazos' es una manzana que su destino es la conservación de esta variedad en el banco de germoplasma de Mabegondo como reserva genética.

## Susceptibilidades
- Oidio: no presenta
- Moteado: no presenta
- Raíces aéreas: no presenta
- Momificado: no presenta
- Pulgón lanígero: ataque débil
- Pulgón verde: ataque medio
- Araña roja: no presenta
- Chancro del manzano: no presenta.[3]